# Chaldean Town
Chaldean Town är ett antal kvarter i Detroit i USA, längs med 7 Mile road, från Woodward Avenue i öst till John R. Road. Området är centrum för Detroits kaldeiska kristna.  Totalt i Detroit har cirka 121 000 personer med kaldeisk bakgrund bosatt sig.